# دوعمة زباء
```
دَوْعَمَة زَبَّاء
[
1
]
 هو 
نوع
 من النباتات 
ثنائية الفلقة
 من جنس 
دوعمة
. توجد في 
غرب أستراليا
.
[
2
]
[
3
]
```